# Norbert Huber (volley-ball)
Pour les articles homonymes, voir Huber.
Norbert Huber est un joueur polonais de volley-ball né le 14 août 1998 à Brzozów. Il a remporté avec l'équipe de Pologne la médaille d'argent du tournoi masculin aux Jeux olympiques d'été de 2024, organisés à Paris.